# Wanda Hanke
Wanda Hanke (nascida Wanda Theresia Leokadia Hanke, 1893-1958) foi uma etnóloga austríaca que a partir de 1933 pesquisou grupos indígenas e reuniu objetos etnológicos no Brasil, na Argentina e no Paraguai. Depois de 25 anos de expedições morreu de malária aos 65 anos, em Benjamin Constant, na Amazônia brasileira.

## Biografia
Os trabalhos de Wanda Hanke publicados no Brasil, na Revista do Museu Paranaense, foram principalmente sobre os Kaingang, os Botocudos, os Tukunas e vários outros povos com os quais Hanke teve contato. Essas imersões tinham como intuito o estudo da cultura, da língua, dos aspectos ritualísticos e as estruturações sociais desses povos. Muitas vezes, sob dificuldades financeiras, Hanke vendeu as próprias roupas e os artefatos indígenas (que hoje se encontram em diversos museus pelo mundo) para conseguir dar continuidade as expedições. Um dos motivos pelos quais a etnóloga não é devidamente lembrada no contexto científico atual decorre do fato de que Hanke não seguia um padrão sistematizado em suas anotações.
Outro fato curioso é que Hanke sempre viajava sozinha para as expedições. Ela não contava com uma equipe de apoio como outros etnólogos da época faziam e Hanke também não possuía vínculo algum com nenhuma instituição de ensino austríaca para validar as pesquisas. A etnóloga chegou a formalizar um pedido de autorização ao Conselho de Fiscalização das Expedições Artísticas no Brasil, mas nunca foi atendida.

## Obras selecionadas
- Die psychologische und charakterologische Bedeutung des Traumes. Noske, Dorna 1918 (Dissertação, Universität München, 1918).
- Ueber aphasische und optisch-räumliche Störungen. In: Archiv für Psychiatrie und Nervenkrankheiten. Vol. 63 (1921), n. 1, p. 167–209.
- Rechtsgüter bei Sittlichkeitsverbrechen. 1926 (Dissertação, Universität Marburg, 1926)
- Rechtsfähigkeit, Persönlichkeit, Handlungsfähigkeit : eine analytisch-dogmatische Studie. Heymann, Berlin 1928.
- Völkerkundliche Forschungen in Südamerika. Verlöschende Urzeit im Innern Brasiliens (= Kulturgeschichtliche Forschungen. Bd. 11). Limbach, Braunschweig 1964. PDF
- Dos años entre los cainguá. CAEA, Buenos Aires 1995, ISBN 950-9252-14-X